# Deutsche Filmgewerkschaft
Der Zentralverband der Film- und Kino-Angehörigen Deutschlands (Deutsche Filmgewerkschaft) wurde 1919 gegründet. Die freie Gewerkschaft organisierte Beschäftigte in der Filmindustrie in der Weimarer Republik.

## Geschichte
Der Zentralverband wurde Anfang 1919 gegründet.
Die Filmgewerkschaft war Mitglied beim Allgemeinen Deutschem Gewerkschaftsbund.
Im Jahr 1930 schloss sich die Gewerkschaft dem Gesamtverband der Arbeitnehmer der öffentlichen Betriebe und des Personen- und Warenverkehrs an.